# Vlag van Nibbixwoud

Vlag van de gemeente Nibbixwoud
(1969-1979)

Vlag van de gemeente Nibbixwoud
(1938-1969)
Dorpsvlag van Nibbixwoud
(sinds 2008)

De vlag van Nibbixwoud is op 20 september 1969 vastgesteld als de gemeentelijke vlag van de Noord-Hollandse gemeente Nibbixwoud. De vlag kan als volgt worden beschreven:
Een groene broeking en een blauwe vlucht; op de scheidslijn een gele perca van 1/3 vlaghoogte.
Het gemeentelijk dundoek bleef tot 1 januari 1979 in gebruik, op die dag is de gemeente opgegaan in de nieuw opgerichte gemeente Wognum. Wognum maakt sinds 1 januari 2007 deel uit van de gemeente Medemblik.

## Eerdere vlag
In 1938 werd te Amsterdam een defilé gehouden ter ere van het veertigjarig regeringsjubileum van koningin Wilhelmina. Nibbixwoud heeft de daarbij uitgereikte defileervlag nog een tijdlang als gemeentevlag gebruikt.
Door de dorpsraad van Nibbixwoud is in 2008 de defileervlag aangenomen als dorpsvlag.

## Verwante afbeeldingen

Wapen van Nibbixwoud

Akersloot
· Andijk
· Anna Paulowna 
· Assendelft 
· Beemster 
· Bennebroek 
· Blokker 
· Broek in Waterland 
· Bussum 
· Callantsoog 
· Edam 
· Egmond 
· Egmond aan Zee 
· Egmond-Binnen 
· Graft-De Rijp 
· 's-Graveland 
· Haarlemmerliede en Spaarnwoude 
· Harenkarspel 
· Heerhugowaard 
· Hensbroek 
· Hoogwoud 
· Ilpendam 
· Jisp 
· Krommenie 
· Langedijk 
· Limmen 
· Marken 
· Midwoud 
· Monnickendam 
· Muiden 
· Naarden 
· Nederhorst den Berg 
· Nibbixwoud 
· Niedorp 
· Noorder-Koggenland 
· Obdam 
· Opperdoes 
· Schermer 
· Schermerhorn 
· Schoorl 
· Sint Maarten 
· Terschelling 
· Terschelling en Vlieland 
· Twisk 
· Venhuizen 
· Vlieland 
· Warmenhuizen
· Weesp
· Wervershoof 
· Wester-Koggenland 
· Westwoud 
· Westzaan 
· Wieringen 
· Wieringermeer 
· Wijdewormer 
· Wognum 
· Wormer 
· Wormerveer 
· Zaandam 
· Zaandijk 
· Zeevang 
· Zijpe
Abbekerk
· Assendelft
· Bergen
· Bovenkarspel
· Buitenveldert
· Bussum
· De Rijp
· Driemond
· Groet
· Grootschermer
· Graft
· Hauwert
· Huisduinen
· Julianadorp
· Koog aan de Zaan
· Krommenie
· Krommeniedijk
· Lambertschaag
· Marken
· Middelie
· Muiden
· Muiderberg
· Naarden
· Nauerna
· Nibbixwoud
· Nieuw-Vennep
· Omval
· Opperdoes
· Rijsenhout
· Sijbekarspel
· Sint Pancras
· Sloten
· Spaarndam
· Vogelenzang
· Weesp
· Wijk aan Zee
· Wormerveer
· Zaandijk
· Zwaagdijk-West